# Per Josefsson (finansman)

För konstnären, se Per Josefsson (konstnär).  
Per Olof Josefsson, född 15 maj 1959 i Borås, är en svensk civilekonom och finansman. Han föddes och växte upp i Borås och studerade vid Handelshögskolan i Stockholm. Han arbetade på kapitalförvaltaren Alfred Berg och var 1995 med och grundade Brummer & Partners med flera kollegor därifrån. Han är en av huvudägarna i Brummer & Partners som 2016 förvaltade cirka 127 miljarder kronor. År 2005 lånade han och Svante Elfving, också han på Brummer & Partners, ut pengar till det allsvenska fotbollslaget IF Elfsborg. Pengarna användes framförallt till att köpa tillbaks spelarna Anders Svensson och Mathias Svensson som då spelade i engelska Premier League. IF Elfsborg blev svenska mästare året efter och Per Josefsson fortsatte samarbetet med IF Elfsborg.
Per Josefsson och hans hustru Lena Josefsson är stora konstsamlare och stora donatorer till bland annat Moderna Museet, där hustrun är ordförande i vänföreningen och de är medlemmar i New York-museet Museum of Modern Arts internationella råd.
Han är ledamot i stiftelsen Stockholm Philanthropy Symposium, som är en förening som bland annat verkar för att skapa nätverk för och sammanföra filantroper samt utveckla välgörenheten i Sverige.
Per Josefsson lämnade Brummer & Partners i maj 2021 och driver nu det familjeägda investmentbolaget Jofam. Jofam är bland annat en av de största ägarna i omsorgsbolaget Attendo där han sitter i styrelsen och skuldköpsbolaget Hoist Finance där Jofam har en plats i valberedningen.